# Ланга (река)
Ла́нга (устар. Ланге-Бах; латыш. Langa) — река в Латвии, протекает по территории Царникавского края и Северного района Риги, впадает в озеро Кишэзерс.

## Русловедение
До прорытия Милгравского канала Ланга была намного шире и глубже, так как являлась единственным водотоком, обеспечивавшим сток вод Кишезерса в Рижский залив. Но после того, как в XIII веке был прорыт Милгравис, началось обмеление реки из-за постепенного расширения Милгравского канала вследствие его естественного размытия.
Во второй половине XVII века появилась необходимость соединить Даугаву и Гаую, в результате судоходный канал было решено провести по руслу Ланги — путем его углубления и расчистки. В ходе подготовительных работ также была составлена карта русла Ланги, на которой её устье обозначено в километре от устья Гауи. В дальнейшем из-за недостатка денег канал так и не построили.
Согласно «Атласу Ливонии (или двух графств Ливония и Эстония) и провинции Озель» (нем. Atlas von Liefland oder von den beyden Gouvernementern u. Herzogthümern Lief- und Ehstland un der Provinz Oesel), во второй половине XVIII века Ланга всё ещё соединялась с Гауей. Но уже тогда техногенное воздействие на местность в районе устья Гауи, в особенности вырубка леса, способствовало наступлению подвижных дюн, что, среди прочего, в конечном итоге привело также к полному засыпанию русла Ланги около Гауи в XIX веке и смене направления течения в русле на противоположное. В настоящее время от естественного русла Ланги в этом месте осталось только маленькое озерце — Мазлаздиняс (латыш. Mazlandziņas ezers).
Если исходить из того маршрута русла Ланги, что обозначен на двухверстовой карте западного пограничного пространства, то длина реки на начало XX века составляла примерно 17 км.
В начале XX века до Ланги в среднем течении добрались пески Гарциемской параболической дюны (латыш. Garciema paraboliskā kāpa) и частично засыпали её между посёлками Гарциемс и Калнгале. Окончательно этот отрезок русла был засыпан при обустройстве Эймурского польдера.
В дальнейшем всё это привело к тому, что река продолжает постепенно мелеть и зарастать, главным образом в бывших верховьях, где кроме того происходит её постепенное фрагментарное засыпание мелкими дюнами и заболачивание.

### Современное состояние
Согласно проведенному в 2015 году исследованию русла Ланги, её длина составляет 8 км, а площадь водосборного бассейна — 17,48 км². Начало реки находится у Мангальской насосной станции на дамбе Эймурского польдера в посёлке Трисциемс. Собственно через насосную станцию и подведённый к этому месту обводной канал (латыш. apvadkanāls) Ланга косвенно сообщается со своими бывшими верховьями. Обводный канал соединяется с Мангалю-Эймурским каналом, тот в свою очередь объединён с бывшими верховьями Ланги на территории посёлка Гарциемс. Воды бывших верховий Ланги и Эймурского польдера перекачиваются в Рижский залив через Эймурский канал с помощью Эмурской насосной станции в посёлке Гарциемс. Таким образом, в настоящее время прямого сообщения между бывшими верховьями Ланги и окончанием её естественного русла у Мангальской насосной станции, которая перекачивает воды Эймурского польдера в Кишэзерс через Лангу, нет.

### Бывшие верховья
Бывшие верховья Ланги находятся в узкой болотистой междюнной долине, тянущейся параллельно побережью Рижского залива. Их начало находится примерно в 650 метрах юго-западнее озера Мазлаздиняс, между посёлками Гарупе и Царникава. На территории Гарциемса бывшие верховья соединены с Мангалю-Эймурским и Эймурским каналами. Участок бывших верховий к западу от соединения с Эймурским каналом носит название Вецланга (латыш. Veclanga) и обрывается на восточной окраине Гарциемса, примерно в 700 метрах северо-восточнее высшей точки Гарциемской параболической дюны — горы Легздиню (латыш. Legzdiņu kalns). Общая длина бывших верховий составляет около 5 км (≈3,5 км от западной окраины Гарциемса на северо-восток и ≈1,5 км от этого же места на юго-запад).

## Галерея

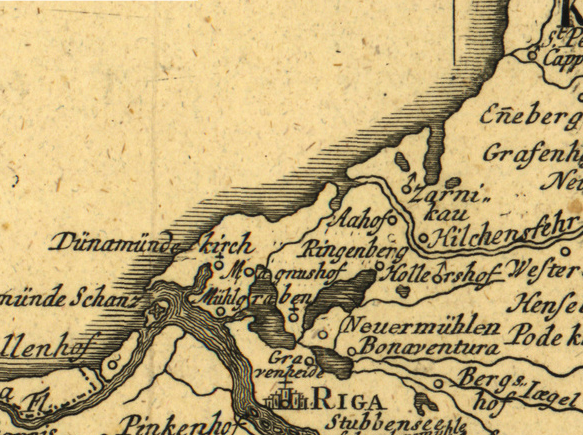
Река Ланга на карте Лифляндии и Эстляндии, составленной в 1772 году Отто Фридрихом фон Пистолькорсом
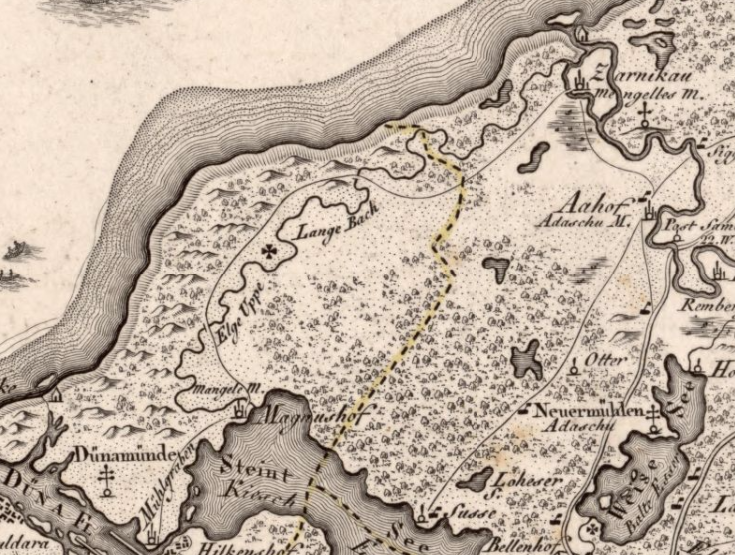
Река Ланга на карте из «Атласа Ливонии (или двух графств Ливония и Эстония) и провинции Озель» (конец XVIII века)
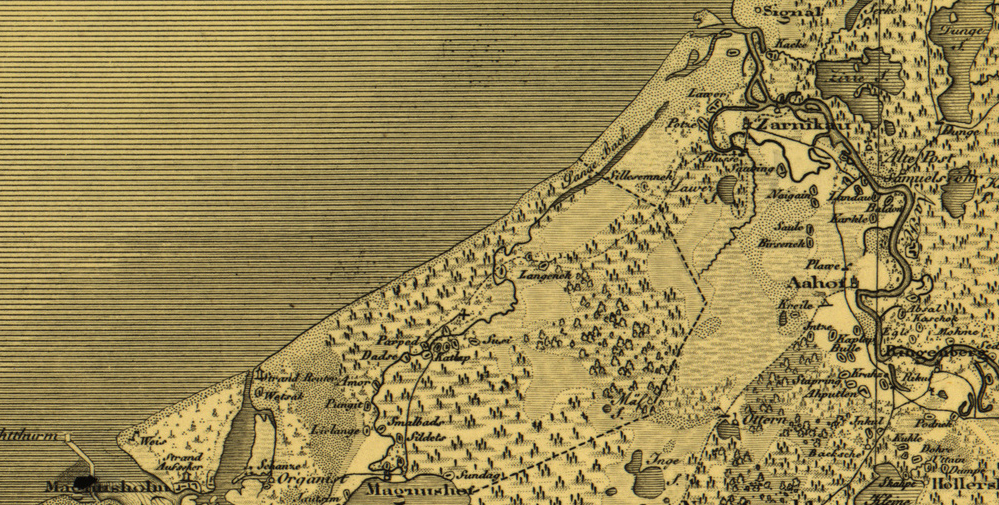
Река Ланга на Семитопографической карте Лифляндии 1839 года[19]. На ней отчётливо видно, что уже начался процесс засыпания русла Ланги песками подвижных дюн возле устья Гауи
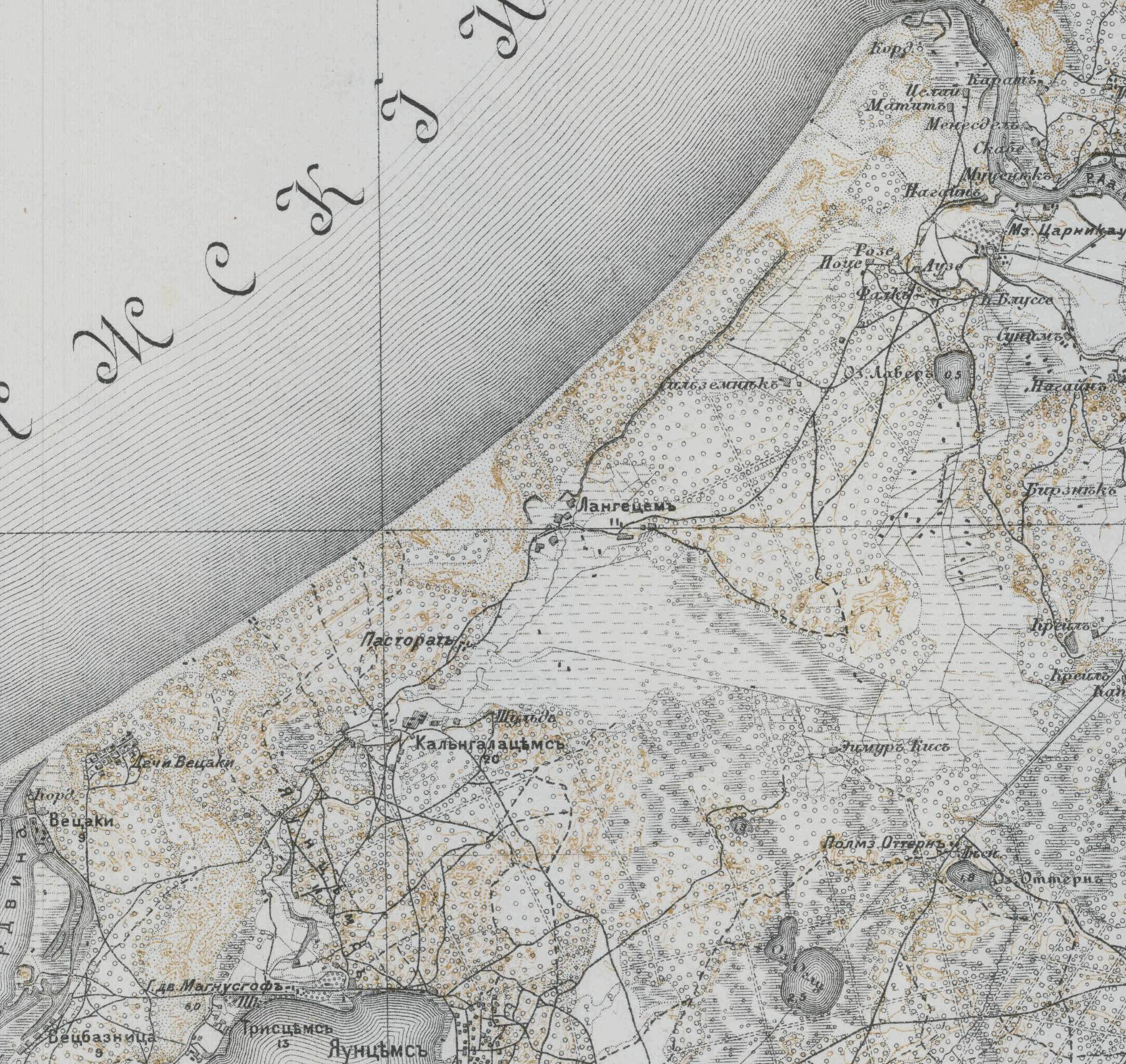
Река Ланга на двухверстовой карте западного пограничного пространства (начало XX века)